# Selknam (langue)
Cet article concerne la langue selknam. Pour le peuple selknam, voir Selknam.
Le selknam (ou selk'nam, ona) est une langue chon parlée en Argentine, dans le Nord et le centre de la Terre de Feu par les Selknam.
Le selknam, parlé par une communauté qui comptait 3 600 personnes avant 1850, n'avait plus qu'un seul locuteur en 1985.